# 斉木しげるの浪漫素
『斉木しげるの浪漫素』（さいき - ろまんす）は、日本のコミュニティ放送局で放送されていたラジオ番組である。

## 概要
2010年9月4日放送開始。終了時期不明。
調布エフエム放送をキー局として全国のコミュニティ放送局で放送されている1時間番組。
メインパーソナリティは、コントユニット・シティボーイズのメンバーで俳優の斉木しげる。
アシスタントはグラビアアイドルの川奈栞がレギュラーとなっているが、登場しない週もある。
「浪漫」をメインテーマにゲストを迎え、斉木がホスト役となり、話を聞く。
トークの合間には、洋楽を中心とした懐メロやトークの流れに沿った音楽がかけられる。
ゲストは、斉木と親交が深かったり、番組で共演したことのある俳優・コメディアン（中村有志、金田賢一など）から、若手芸人・ミュージシャン、クラシック系の音楽家、占い師、果てはピラティスのトレーナーまでかなりバラエティに富む。
収録は、キー局・調布エフエム放送のサテライトスタジオ（京王線調布駅北口）や新宿区にある居酒屋・バーイレブンで行われることが多いが、斉木とファンの親睦旅行先でロケをした回もある。

## ネット局
放送時間はJST、2011年7月現在。
| 放送地域           | 放送局                     | 放送時間                  |
| ------------------ | -------------------------- | ------------------------- |
| 東京都調布市       | 調布エフエム放送（キー局） | （土）21:30 - 24:00       |
| 北海道室蘭市       | 室蘭まちづくり放送         | （木）14:00 - 15:00       |
| 北海道根室市       | ねむろ市民ラジオ           | （月）14:00 - 15:00       |
| 青森県田舎館村     | エフエムジャイゴウェーブ   | （水）21:00 - 22:00       |
| 秋田県横手市       | 横手コミュニティFM放送     | （水）21:00 - 22:00       |
| 福島県本宮市       | Mot.Comもとみや            | （火）10:00 - 11:00       |
| 福島県喜多方市     | 喜多方シティエフエム       | （日）19:00 - 20:00       |
| 千葉県市原市       | 市原FM放送                 | （日）22:00 - 23:00       |
| 千葉県市原市       | 市原FM放送                 | （水）23:00 - 24:00〈再〉 |
| 神奈川県横須賀市   | 横須賀エフエム放送         | （土）20:00 - 21:00       |
| 新潟県新潟市秋葉区 | エフエム新津               | （日）23:00 - 24:00       |
| 新潟県柏崎市       | 柏崎コミュニティ放送       | （水）21:00 - 22:00       |
| 新潟県新発田市     | エフエムしばた             | （木）10:00 - 11:00       |
| 富山県富山市       | 富山シティエフエム         | （土）24:00 - 25:00       |
| 富山県砺波市       | エフエムとなみ             | （日）16:00 - 17:00       |
| 岐阜県岐阜市       | シティエフエムぎふ         | （水）22:00 - 23:00       |
| 兵庫県尼崎市       | エフエムあまがさき         | （日）21:00 - 22:00       |
| 兵庫県豊岡市       | エフエムたじま             | （金）14:00 - 15:00       |
| 和歌山県白浜町     | 南紀白浜コミュニティ放送   | （火）17:00 - 18:00       |
| 佐賀県唐津市       | FMからつ                   | （土）12:00 - 13:00       |
| 長崎県諫早市       | エフエム諫早               | （火）20:00 - 21:00       |